# 25146 Xiada
25146 Xiada este o planetă minoră (asteroid), cu un diametru de 3,835 km, din centura de asteroizi. A fost descoperită pe 24 septembrie 1998 la Xinglong Station⁠(d) de Beijing Schmidt CCD Asteroid Program⁠(d) și a fost numită după Xiamen University⁠(d). 
Obiectul prezintă o orbită caracterizată de o semiaxă mare de 2,7221478 UAi, o excentricitate de 0,09, o înclinație de 5,16414 ° în raport cu ecliptica.